# Camarhynchus
Camarhynchus är ett fågelsläkte i familjen tangaror inom ordningen tättingar. Släktet omfattar fem arter, varav två akut hotade, som enbart förekommer på Galápagosöarna:
- Spettangara (C. pallidus)
- Större trädtangara (C. psittacula)
- Mellanträdtangara (C. pauper)
- Mindre trädtangara (C. parvulus)
- Mangrovetangara (C. heliobates)

Vissa inkluderar släktet i Geospiza.

## Namn
Artena i släktet tillhör en grupp fåglar som traditionellt kallas darwinfinkar. För att betona att de inte tillhör familjen finkar utan är istället finkliknande tangaror justerade BirdLife Sveriges taxonomikommitté 2020 deras namn i sin officiella lista över svenska namn på världens fågelarter.